# Tila Tequila
Tila Tequila, nome artístico de Thien Thanh Thi Nguyen, (Singapura, 24 de outubro de 1981) é uma celebridade norte-americana da Internet e da televisão. É modelo, atriz, cantora e compositora de ascendência vietnamita. Ela é conhecida por sua posição como a artista mais popular no MySpace (de acordo com “page views”) desde Abril de 2006 sendo atribuído títulos de "Miss Myspace" e "Queen of Myspace".

## Biografia
Descendente de vietnamitas, Tila Nguyen é seu nome verdadeiro.
Tila nasceu em Singapura, onde sua família emigrou do Vietnã após a Guerra do Vietnã.Quando Tila fez um ano de idade, ela e sua família se mudaram para Alief, um subúrbio de Houston, viveram lá até Tila ter 8 anos.
Embora em meio escolar, Tila se tornou uma menina-moleque e acabou por ser enviada para um internato por seis meses por causa de seu comportamento agressivo, antes de transferir para outra escola.Nas discotecas foi onde ela começou consumo recreativo de drogas e juntou uma gangue.
Em uma entrevista com a Import Tuner, Tila disse que ela tinha vindo à procura de um sentido de identidade: "Eu estava realmente confusa, então, primeiro eu achava que era negra, então eu pensei que era hispânica e juntei-me a uma gangue". Mais tarde, amigos fora da gangue brevemente ajudaram a transformar a sua vida.No entanto, ela fugiu para o Queens, Nova York, quando tinha 16 anos.
Tila começou a carreira na idade de 18, quando ela foi descoberta no Sharpstown Mall por um Playboy e foi oferecida uma chance de modelo nu para a revista. Ela fez um teste, em seguida, eventualmente deslocado para o sul da Califórnia e foi caracterizado como Playboy 's Cyber Girl da semana de 22 de abril de 2002, e pouco depois ela tornou-se a primeira asiática Cyber Girl do Mês.
Tila ganhou ainda mais popularidade através da importação corridas de cenas. Em 2003, ela era uma concorrente na VH1 's Sobrevivendo Nugent, um reality show onde os participantes realizaram missões e acrobacias para comprometer o rock star Ted Nugent.
Tila foi destaque na capa de abril de 2006 da emissão Stuff magazine, na entrevista, ela declarou que o seu apelido "Tila Tequila" surgiu quando ela experimentou a bebida (Tequila) no meio escolar e teve uma reação alérgica grave. Ela foi depois incluída na lista das 100 mulheres mais sexy on-line em #88.

### Morte da sua companheira
Em 5 de janeiro de 2010, faleceu em Los Angeles-EUA, Casey Johnson, herdeira da Johnson & Johnson, sua morte foi anunciada em primeira mão no Twitter por Tila Tequila, sua namorada. O legista da Polícia de Los Angeles (LAPD) declarou tratar-se de morte por causas naturais.

### Carreira Musical
Com 20 anos, Tila mostrou o seu interesse pela música. Em 27 de fevereiro de 2007 Tila liberou seu primeiro single "I Love U" através do iTunes, justificando o lançamento independente através de seu desejo de tornar-se famosa por si mesma. Em 6 de março de 2007, o vídeo ficou em # 1, como o mais baixado no iTunes.
Em 9 de outubro de 2007, no mesmo dia o seu reality show A Shot at Love with Tila Tequila estrear, Tila liberou seu segundo single, "Stripper Friends". Em meados de novembro Tila lançou o vídeo para seu terceiro single "Paralyze". O vídeo foi filmado no luxuoso comdominio “LosAngeles”.
Em julho de 2008 a canção "Hideaway" foi vazada através do MySpace e obteve uma boa resposta dos fãs.A canção foi tirada dele mais tarde, nesse mesmo dia, embora Tila fez questão de anunciar que ela seria liberada no seu próximo álbum.
Em 11 de julho de 2008, o estúdio vazou um trecho inicial da música "U Knock Out" mas ainda não está claro se essa música vai aparecer no álbum.
Em 7 de agosto de 2008, Tila declarou em um blogue que o seu álbum seria intitulado “Tila Tequila: I Have Tourette's.”

### Tila's Hot Spot
Em julho de 2001 iniciou-se o seu site, intitulado "Tila's Hot Spot". No princípio, era um site mostrando a sua informação, cotações, blog, e fotos, incluindo conteúdo adulto que exigiu verificação e uma taxa mensal de pagamento para ler. Posteriormente, o site foi remodelado pelo formato TAJ Designs Inc. recurso para todas as idades, conteúdo e informação para promover a sua atual carreira, as empresas comuns, informações pessoais, e uma filiação seção incluindo vídeos.

### Tila Fashion
Tilafashion, uma linha de roupas femininas e masculinas lançada em 2006, inicialmente utilizando o slogan "So hot you'll just want to take it all off!", em português, "Tão ardente que você vai querer tirar tudo"

### A Shot At Love
Em 26 de março de 2007, anunciou no seu MySpace o seu desejo de participar num reality show. As filmagens começaram em maio de 2007.
O show estava no centro de um acalorado debate em linha entre os conservadores cristãos e Tila, após um artigo publicado no "The Christian Post” em 13 de setembro de 2007. Depois de ver os artigos, Tila escreveu uma resposta exaltada em seu blog, criticando igrejas por não aceitar a comunidade gay.
Anteriormente confirmadas à Tequila teve seu site oficial que ela não seria uma parte do show da terceira temporada, mas em vez irá ser apresentada em um show enfocando sua vida diária.
Em A Shot at Love, Tila tinha que escolher entre 32 pretendentes, sendo 16 homens heterossexuais e 16 mulheres homossexuais. Os 32 selecionados foram submetidos a diversas provas que garantiam aos vencedores o direito de passar um tempo a sós com Tila e, a cada episódio, um certo número de participantes era eliminado. Inicialmente, quatro eram eliminados por episódio (dois homens e duas mulheres), depois o número passou para dois (um de cada sexo) e, finalmente, um (sem definição de sexo).
Por toda a duração do programa, os 32 participantes habitaram na casa de Tila Tequila, local onde se desenvolveram a maioria das provas.
Os participantes foram: Alex Larson, Amanda Ireton, Ashley McNeely, Benny Boshnack, Bobby Banhart (vencedor), Brandi Ryan, Brenda Teti, Chaos Krieger, Dani Campbell, Domenico Nesci, Eddie Kaulukukui, Ellie Heagney, Eric Bayliss, Grace Soriano, Greg Gildea, Keasha Mendez, Krystal White, Lala Thomas, Lance Brown, Marcus Foy, Vanessa Romanelli, Steven Richardson, Steffanie Walker, Rob Armandi, Ryan Creighton, Sara Shaban, Scout Durwood, Rebecca Hollis, Michael Buonnano, Ashli Haynes, Michael R., Rami Najjar.
Também há o A Shot At Love with Tila Tequila II onde Tila tem que escolher uma pessoa entre 15 homens e 15 mulheres, o programa foi exibido na MTV às 23:00h. Seu último episódio foi exibido dia 25 de setembro de 2008.
Participantes: Bo Kunkle, Chad Tulik, Chris Mythil, Christian Garcia, Domenic e Greg Perrin (Irmãos gêmeos), George Martinez, Jay Erlinch, Jeremy Miller, Kyle Smigielski, Mason Sharrow, Matt Liebman, Nick Ballard, Ryan Kropski, Scotty Dickert, Brittany Rae Leach, Fame Guzman, Janny Tran, Kristy Morgan (Vencedora), Lauryn, Lili Fuentes, Lisa Rizzo, Michelle Hart, Rada Sims, Samantha Michlig, Serenity Eve Sells, Sirbrina Guerrero, Tarra Marie Lange, Tashi, V Amoretti.

## Discografia
| EP                       | Ano  |
| ------------------------ | ---- |
| Sex                      | 2007 |
| Welcome to the Dark Side | 2010 |

## Videografia
| Música                         | Ano  |
| ------------------------------ | ---- |
| I Love U                       | 2007 |
| Stripper Friends               | 2007 |
| Paralyze                       | 2008 |
| I Fucked the DJ (I Love My DJ) | 2010 |

## Filmografia
| Filme                           | Interpreta       |
| ------------------------------- | ---------------- |
| Eu os Declaro Marido e... Larry | Uma Hooters Girl |
| Tila Tequila Uncorked           | Ela própria      |
| Celebrity Big Brother UK        | Ela Própria      |